# Istein

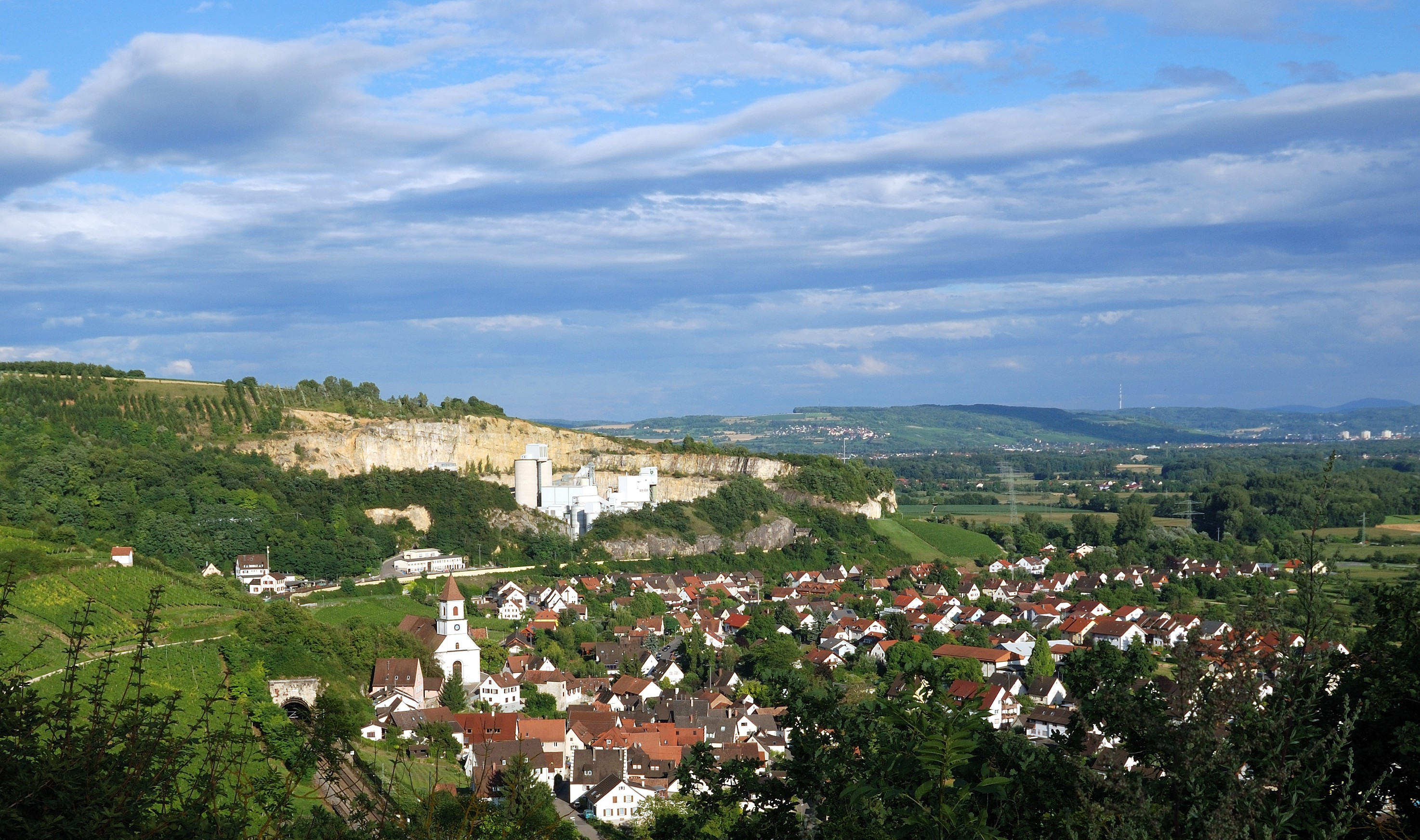
Blick auf Istein

Istein ist seit der Verwaltungsreform am 1. Oktober 1974 ein Teilort der Gemeinde Efringen-Kirchen im baden-württembergischen Landkreis Lörrach. Die Ortschaft ist mit ca. 1290 Einwohnern der zweitgrößte Teilort der Gemeinde Efringen-Kirchen, allerdings mit rund 260 Hektar flächenmäßig der kleinste.

## Geschichte

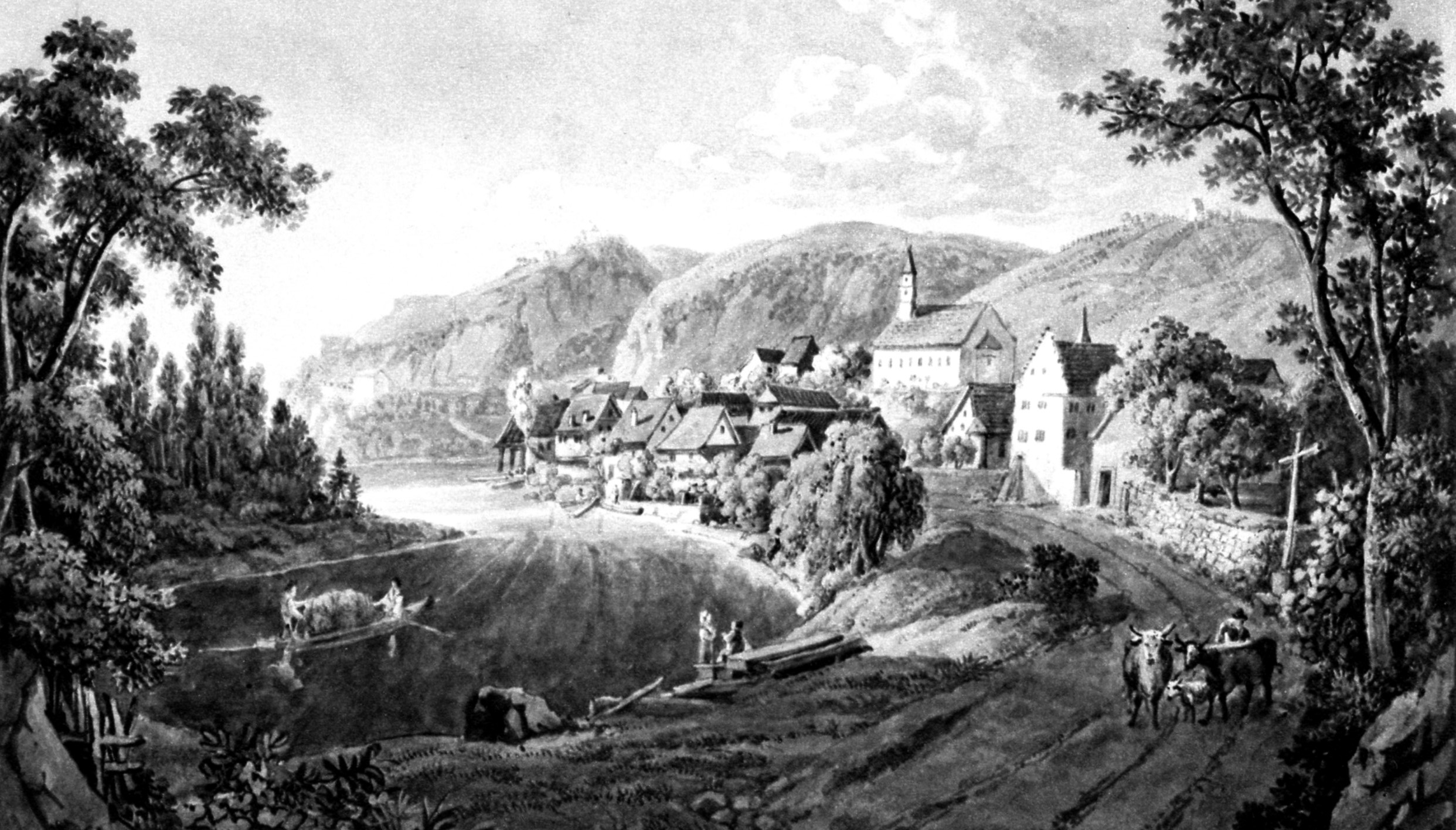
Istein um 1830 – Foto eines Aquarells von Peter Birmann

### Frühe Geschichte
Vermutlich gab es schon in der Steinzeit Jaspisbergbau in Istein, damals ein wichtiges Schneidwerkzeug. Auf dem Isteiner Klotz wurden die Überreste einer Siedlung aus der Urnenfelderkultur gefunden, d. h. das Gebiet war schon vor 800 v. Chr. besiedelt. Ein römisches Standlager bei Istein wird vermutet, ein Signalturm auf dem Klotzen wird als wahrscheinlich erachtet.
1139 wurde Istein erstmals urkundlich erwähnt, als Papst Innozenz II. dem Fürstbistum Basel den Ort als Eigentum bestätigte. Die Schreibweise ist im Laufe der Zeit unterschiedlich (Ystein, Istain).

### Der Isteiner Krieg
Im Zuge der Auseinandersetzungen um die Vorherrschaft am Oberrhein kreuzten sich die Interessen der Stadt Basel und der Habsburger. Katharina von Burgund, die Ehefrau von Herzog Leopold, regierte im Elsass und 1409/10 kam es schließlich zum Krieg gegen die Stadt Basel, der von Strassburg, Bern und Solothurn unterstützt wurde. Zu den Adeligen, die auf Seiten der Habsburger immer wieder Feindseligkeiten gegen Basler Besitz und Untertanen ausüben, gehörte auch der damalige Pfandherr der Doppel-Burg Istein, Burckhardt (der Jüngere) Münch von Landskron. Die Basler und ihre Verbündeten zogen mit etwa 5.000 Mann vor Istein. Beide Burgen wurden durch die Basler Artillerie beschossen. Das untere Schloss wurde schließlich untergraben, bis die Mauern in den Rhein fielen. Das obere Schloss wurde daraufhin übergeben.
Die Basler schleiften die Burgen und verwendeten die Steinquader zum Bau des Riehener Tors in Basel.

### Verlust der linksrheinischen Gebiete – Rosenau
1791 wurde die linksrheinische Filialgemeinde Rosenau eine eigene Gemeinde, womit Istein fast die Hälfte seines Bannes (ca. 200 ha) verlor.

### Der Übergang an die Markgrafschaft Baden
Im Zuge der napoleonischen Neuordnung Deutschlands wurden die weltlichen Fürsten des deutschen Reiches für ihre linksrheinischen Gebietsverluste (von Frankreich annektiert) mit Gebieten der geistlichen Fürsten entschädigt. Das Fürstbistum Basel musste Istein zusammen mit der ganzen Landvogtei Schliengen an die Markgrafschaft Baden abtreten. Am 30. November 1802 erfolgte die Übergabe in einem feierlichen Akt und am 12. Dezember entband der letzte Basler Fürstbischof Franz Xaver von Neveu den letzten fürstbischöflichen Landvogt, Ignaz Sigismund von Rotberg, von seinem Treueid.

### Die Freiherren von Freystedt

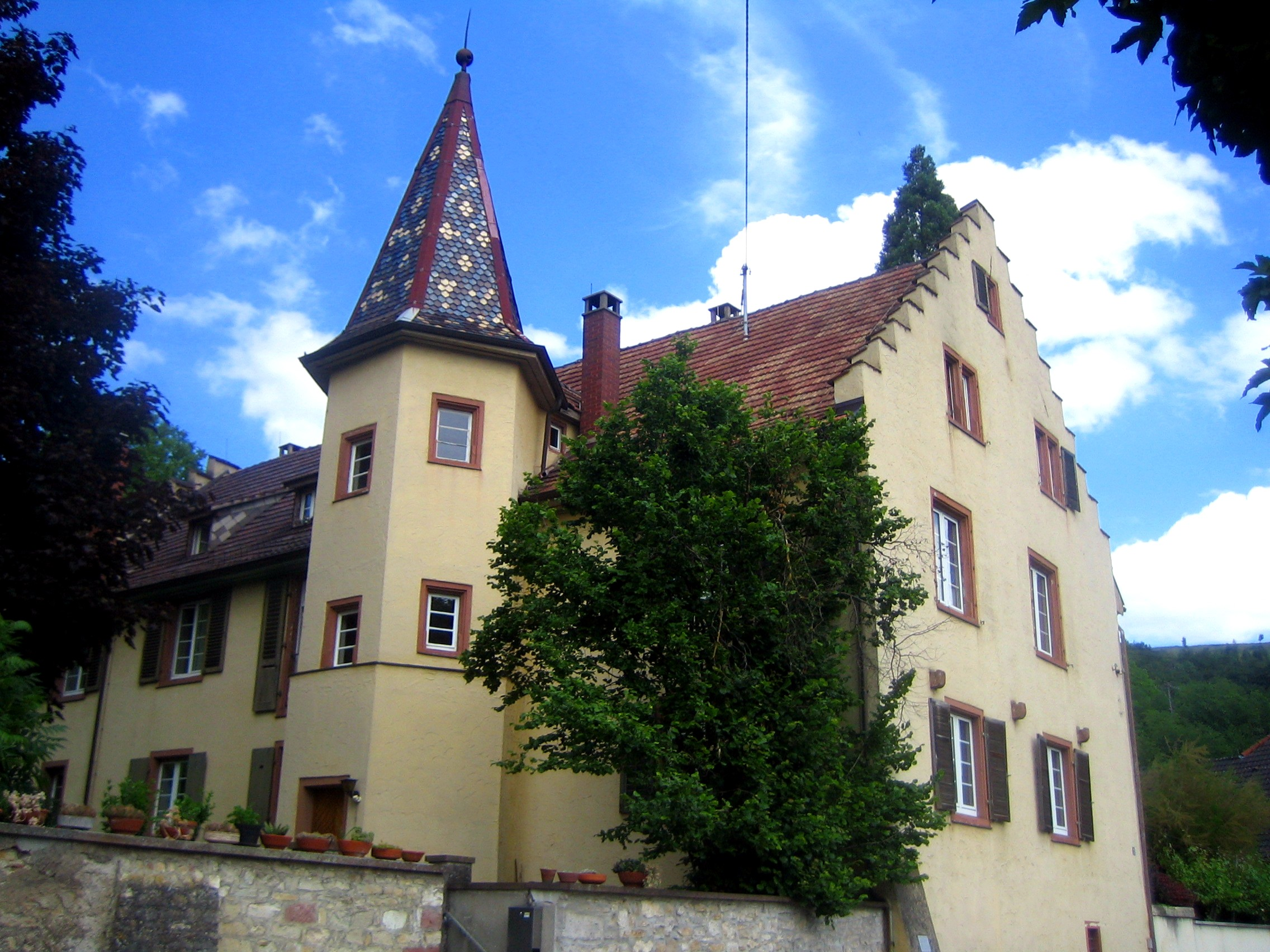
Schlösschen der Freiherren von Freystedt in Istein

Freiherr Heinrich Gustav Ludwig von Freystedt baute den ehemaligen Dinghof des Domkapitels Basel um 1850 zu einem Schlösschen mit Park aus, das die Familie bis 1917 auch bewohnte.
Der Großherzogliche Oberhofmarschall Freiherr Leopold von Freystedt schenkte sein auf den Gemarkungen Istein und Huttingen, Amtsgerichtsbezirk Lörrach, gelegenes, über 28 Hektar umfassendes Gut samt Wohn- und Ökonomiegebäuden der Stadt Karlsruhe zu Eigentum und zum Besitz mit Wirkung vom 1. Januar 1917 „zur Linderung von infolge des Krieges entstandener Not“. Das unmittelbar am Isteiner Klotz gelegene Gut Istein war seit über 100 Jahren im Besitz der Familie von Freystedt. Zuvor war es bis 1803 Sitz des Vogtes des Fürstbistums Basel. Die Stadt Karlsruhe setzte auf dem Gut einen Verwalter ein und versuchte das Gelände in erster Linie als Reb- und Obstgut zu nutzen. Im Zweiten Weltkrieg wurde das Gut schwer beschädigt, was den Karlsruher Gemeinderat erneut veranlasste, die Rentabilität des Gutes in Frage zu stellen. Mit Kaufvertrag vom 22. Dezember 1953 verkaufte die Stadt Karlsruhe das Gut an den Landkreis Lörrach.

## Die Festungen auf und im Isteiner Klotz

### Die bischöfliche Burg
→Siehe auch: Burg Istein

### Die Festung 1900–1921
Um 1900 wurde auf dem Isteiner Klotz mit den Planungsarbeiten für eine Festung begonnen, die die Rheinübergänge am Oberrhein sichern sollte. Der eigentliche Bau der Festung begann 1902 mit dem Infanteriewerk, einer dreistöckigen Kaserne für 1 500 Mann. 1903 folgten die drei Panzerbatterien die mit 10-cm-Geschützen ausgestattet wurden, deren Reichweite ca. 10 km betrug. Hohlgänge in etwa 8 m Tiefe stellten die Verbindung zwischen den diversen Batterien und Infanteriewerken her. Während des Krieges wurde die Festung kaum in Kampfhandlungen einbezogen. Gemäß den Bestimmungen des Friedensvertrages von Versailles vom 28. Juni 1919 über die Entmilitarisierung Deutschlands musste die Festung geschleift werden. Die Vollzugsmeldung erfolgte am 17. November 1921 – es blieben nur noch Trümmer übrig.

### Die Festung 1936–1945
Im Rahmen des Westwalls wurden bereits 1936 wieder Befestigungen auf dem Isteiner Klotz erstellt. Nach einem Besuch Hitlers wurden die Arbeiten für ein großes Festungsprojekt ab 1938 forciert. Zwei Panzerbatterien waren nun mit 17-cm-Geschützen bestückt deren Reichweite ca. 25 km betrug. Der planmäßige Ausbau wurde nach der französischen Kriegserklärung vom 1. September 1939 zugunsten eines raschen Provisoriums zurückgestellt und nach dem Frankreichfeldzug blieben die Arbeiten unvollendet, so dass von den ursprünglich geplanten Stollen mit einer Länge von 18 km nur knapp 5 km fertiggestellt wurden. Am 19. Mai 1940 wurde Istein mit Granaten beschossen, wobei es 7 Tote gab. 1944 war nochmals starker Beschuss zu beklagen – Istein wurde mehrmals evakuiert. In der Nacht vom 22. auf den 23. April 1945 verließen die letzten regulären Truppen die Festung, bevor sich die französischen Truppen – die am 30. März bei Karlsruhe den Rhein überschritten hatten – näherten. Die danach dort befindliche Volkssturmeinheit löste sich vor dem Eintreffen der Franzosen auf und die Festung wurde am 24. April 1945 kampflos besetzt. Der Alliierte Kontrollrat verfügte die Schleifung der Festung. Zwischen dem 14. März 1947 und dem 10. März 1950 wurden die Festungsanlagen gesprengt, wobei auch große Teile des Felsmassivs einstürzten und sich große Schutthalden bildeten.

## Istein an den europäischen Verkehrswegen

### Der Rhein
Die Rheinbegradigung zwischen Basel und Karlsruhe konnte erst begonnen werden, nachdem 1840 ein Staatsvertrag zwischen Frankreich und dem Großherzogtum Baden zustande kam. Im Abschnitt bei Istein wurden die Arbeiten in den 1850er Jahren begonnen, aber der Rhein nahm erst 1876 das neue ihm zugedachte Flussbett an. Die Gemeinde Istein konnte zwischen 1851 und 1890 ca. 45 ha neues Ackerland gewinnen. Andererseits bekam Istein als ehemaliges Fischerdorf auch den deutlichen Rückgang der Fischbestände infolge der Rheinkorrektion zu spüren. Bereits 1825 gab es wegen der geplanten Rheinkorrektion mit den Niederlanden und Preußen einen diplomatischen Konflikt, der zwischen 1827 und 1832 zu einem vorläufigen Baustopp führte – bereits damals befürchtete man, dass aufgrund der Rheinregulierung am Oberrhein die Hochwassergefahr für den Abschnitt zwischen Mannheim und Köln deutlich ansteigen würde. Diese Erkenntnis führt heute (2012) zum Bau von Rückhalteräumen im Rahmen des integrierten Rheinprogramms – auch im Bereich von Istein.
Die Isteiner Schwellen, ein gefährliches Hindernis für die Schifffahrt auf dem Rhein nach Basel, waren ein wichtiger Grund für den Bau des Rheinseitenkanals von Weil am Rhein bis Breisach. Heute sind die Isteiner Schwellen ein beliebter Platz zum Baden im Rhein.

### Die Rheintalbahn

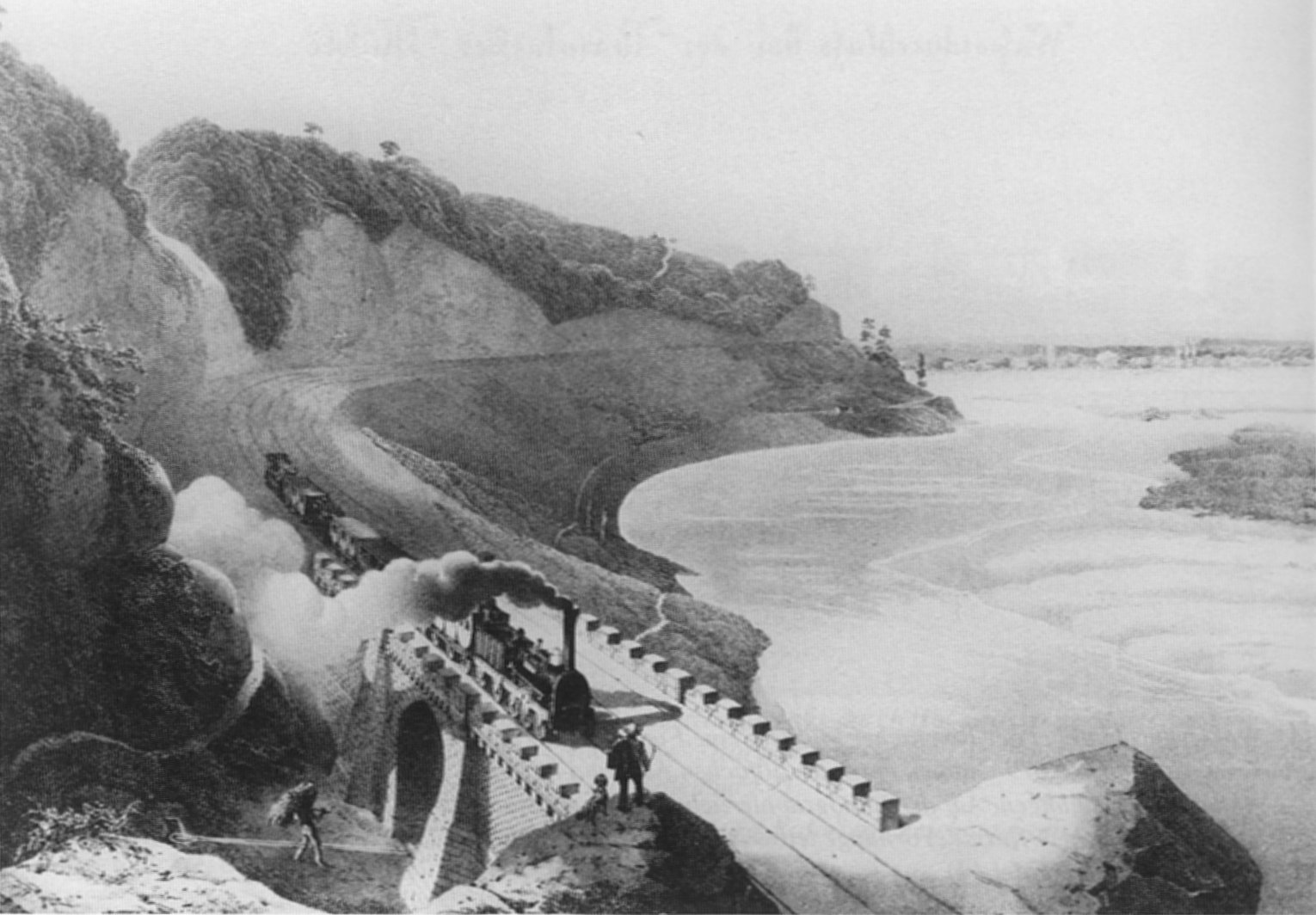
Ein Zug beim Isteiner Klotz in den Anfangsjahren des Eisenbahnbetriebs

1835 wurde die erste deutsche Bahnstrecke zwischen Nürnberg und Fürth eingeweiht, und es gab frühzeitig auch in Baden diverse Vorschläge (1831 Gottlieb Bernhard Fecht; 1832 Friedrich List; 1833 Ludwig Newhouse) zum Bau einer Bahn, die das langgestreckte Land zwischen Mannheim und Basel wirtschaftlich erschließen sollte. Nachdem 1837 im Elsass eine Aktiengesellschaft zum Bau einer Eisenbahn zwischen Straßburg und Basel gegründet worden war, beschloss die badische Ständeversammlung auf Initiative von Karl von Rotteck und Karl Friedrich Nebenius den Bau einer Bahn von Mannheim bis Basel auf Staatskosten – dieses Gesetz vom 29. März 1838 schuf (nach Belgien) die zweite größere Staatsbahn in Europa. Mit dieser Maßnahme sollte vermieden werden, dass sich die Verkehrsströme auf die elsässische Rheinseite verlagerten. Diese Rheintalbahn wurde als Teilstrecke der badischen Hauptbahn erstellt, wobei der Bau von Norden nach Süden erfolgte. Am 8. November 1848 wurde der Abschnitt zwischen Schliengen und Efringen in Betrieb genommen, nachdem ein Jahr zuvor der Abschnitt bis Schliengen eröffnet worden war.
Während die Strecke größtenteils geradlinig trassiert ist, weist sie im südlichen Abschnitt zwischen Schliengen und Efringen-Kirchen eine kurvenreiche Streckenführung auf und wird zwischen Rhein und Isteiner Klotz oberhalb der Ortschaften geführt. Eine tieferliegende Trassierung ähnlich der heutigen Autobahn A5 war damals nicht möglich, da zum Zeitpunkt des Bahnbaus die Rheinbegradigung in diesem Bereich noch nicht erfolgt war, so dass die Flächen unterhalb der Ortschaften zum Flussbett des Rheins gehörten (s. Bild), weshalb die Bahn drei Tunnel, (Klotzentunnel, Kirchbergtunnel und Hardbergtunnel) bauen musste. Der 1845 fertiggestellte Klotzentunnel war einer der ersten Eisenbahntunnel.
Da die kurvenreiche Strecke für Hochgeschwindigkeitszüge nicht genutzt werden kann (maximal zulässige Geschwindigkeit auf der Strecke teilweise nur 70 km/h) wurde im Juni 2005 der eigentliche Bau des Katzenbergtunnels begonnen, der am 9. Dezember 2012 für den fahrplanmäßigen Betrieb geöffnet wurde. Die Deutsche Bahn will damit einen leistungsfähigeren Anschluss an die Neue Eisenbahn-Alpentransversale sicherstellen.

### Die Bundesautobahn
Die Bundesautobahn Nummer 5 (A5) führt über Isteiner Gemarkung. Die Trassenplanung für den Abschnitt von Offenburg bis Basel erfolgte bereits 1933/1934, aber erst 1959 wurde der Abschnitt Neuenburg am Rhein – Märkt (Weil am Rhein) dem Verkehr übergeben. Die nächste Anschlussstelle befindet sich im benachbarten Ortsteil Kleinkems.

## Sonstiges

### Bauwerke
Es gibt viele historische Fachwerkhäuser, das älteste aus dem Jahr 1553. Die katholische Pfarrkirche St. Michael wurde 1820 erbaut.

### Feste
Berühmt ist die Isteiner Fasnacht, das Fasnachtsfeuer auf dem Isteiner Klotz und das Chlimsefest, das in Schaltjahren an Pfingsten stattfindet.

## Partnerschaften
Istein hat eine Partnerschaft mit seiner früheren Filialgemeinde Rosenau im Elsass.

## Wirtschaft

### Fischerei
Bis zum Beginn der Rheinkorrektion (1851) war die Fischerei eine wesentliche Erwerbsquelle für das Dorf. 2012 betreiben nur noch zwei Familien die Fischerei als Nebenerwerb.

### Landwirtschaft
Der Weinanbau war und ist weiterhin sehr verbreitet. Viele Einwohner haben einen Rebberg und sind der Markgräfler Winzer eG angeschlossen – drei Weingüter bauen den Wein selbst aus.

### Kalkwerk
Das Kalkwerk Istein ist mit 130 Mitarbeitern der größte Arbeitgeber am Ort. Der Steinbruch im Kapf auf dem Hardberg – in dem heute der Malmkalk gewonnen wird – ist etwa 2 Kilometer vom Kalksteinwerk entfernt.
In den 1930er-Jahren hatten die Lonza-Werke begonnen den für die Karbidproduktion im Werk Waldshut benötigten Kalk aus dem Steinbruch südlich des Isteiner Klotzen zu gewinnen. Aufgrund des hochwertigen Rohstoffes wurde in den 1960er Jahren die Produktion auf anspruchsvolle Baustoffe ausgerichtet (Kalksteine, Terrazzo-Material und gebrannter Kalk). Der Abbau von Kalk um Istein hatte bereits 1908 begonnen.
2011 beantragte das Werk den Ausweis einer Vorrangfläche für weiteren Kalksteinabbau im Umfang von ca. 40 Hektar. Aufgrund der Bürgerproteste wurde der Antrag auf 19,5 Hektar reduziert. Die Genehmigung für die Erweiterung Kalkgraben erfolgte im Herbst 2015.
Im Sommer 2015 hatte die HeidelbergCement AG das Werk an die belgische Lhoist-Gruppe verkauft, die in Deutschland mit der Rheinkalk GmbH vertreten ist. Im Juni 2021 wurde der Erlebnisweg Steinbruch Kapf eröffnet, der über etwa 3 Kilometer Einblicke in den Kalksteinabbau und die Renaturierung gewährt.

## Merkwürdigkeiten der Natur um Istein
Nördlich des Ortes befindet sich der Isteiner Klotz – ein Bergrücken aus Weissjura – der seit dem 19. Jahrhundert aufgrund seiner reichhaltigen Flora für Biologen der Universitäten Basel, Straßburg und Freiburg ein beliebtes Übungsfeld ist. 1986 wurde der Isteiner Klotz das 500. Naturschutzgebiet in Baden-Württemberg und ist Teil eines Netzes von Naturschutzgebieten, das nach der Fauna-Flora-Habitat-Richtlinie gebildet wurde.
Durch die Rheinregulierung erhöhte sich die Strömungsgeschwindigkeit des Rheins, der sich dadurch tiefer in den Untergrund grub Hierdurch wurden auch die Isteiner Schwellen weiter ausgespült.
Das Naturschutzgebiet Totengrien im Rheinvorland auf einer ehemaligen Rheininsel „zählt zu den artenreichsten Orchideenstandorten im südlichen Oberrheingraben“. In den Rebbergen Isteins stehen einige Biotope unter dem Schutz des Landesgesetzes.

## Persönlichkeiten
- Joseph Schuler (1847–1906), gestorben in Istein, katholischer Geistlicher und Mitglied des Deutschen Reichstags

### Sagen
- Adolf Stöber: Istein. In: August Schnezler (Hrsg.): Badisches Sagenbuch, 1846 (Wikisource)
- Der Klotz von Istein. In: Heinrich Schreiber (Hrsg.): Die Volkssagen der Stadt Freiburg im Breisgau, 1867 (Wikisource)
- Joseph Victor von Scheffel: Hugideo – Eine alte Geschichte. In: Johannes Franke (Hrsg.): Joseph Victor von Scheffels sämtliche Werke. Hesse & Becker Verlag, Leipzig 1916, Band 2, S. 63–74
- M. Barack: Istein. In: Franz August Stocker (Hrsg.): Vom Jura zum Schwarzwald. Erster Band. Aarau 1884, S. 276–293, Internet Archive
- Eduard Christian Martini: Die Sagen von Istein. In: Schau-ins-Land, Band 3 (1876), S. 11–12; 18–20; 26–28 online bei UB Freiburg